# Théorème du col
Pour les articles homonymes, voir col.
Le théorème du col est un théorème d'existence du calcul des variations. Il établit l'existence d'un point col pour une fonction moyennant certaines conditions. L'originalité de ce théorème vient de ce qu'il existe  beaucoup de théorèmes concernant l'existence d'extrema, mais peu sur les points col.

## Énoncé du théorème
Hypothèses :
- {\displaystyle I} est une fonctionnelle d'un espace de Hilbert H vers ℝ ;
- {\displaystyle I\in C^{1}(H,\mathbb {R} )} et {\displaystyle I'} est lipschitzienne sur les sous-ensembles bornés de H ;
- {\displaystyle I} satisfait la condition de Palais-Smale ;
- {\displaystyle I[0]=0} ;
- il existe des constantes strictement positives r et a telles que {\displaystyle I[u]\geq a} si {\displaystyle \Vert u\Vert =r} ;
- il existe {\displaystyle v\in H} tel que {\displaystyle \Vert v\Vert >r} et {\displaystyle I[v]\leq 0}.

Conclusion :
posons
{\displaystyle \Gamma =\{\mathbf {g} \in C([0,1];H)\mid \mathbf {g} (0)=0,\mathbf {g} (1)=v\}}
et
{\displaystyle c=\inf _{\mathbf {g} \in \Gamma }\max _{0\leq t\leq 1}I[\mathbf {g} (t)]}.
Alors, c est une valeur critique de I.

## Approche heuristique
L'intuition qui sous-tend ce théorème se trouve dans le mot « col » lui-même. Supposons que I désigne l'altitude. Il existe alors deux points bas : l'origine, car {\displaystyle I[0]=0}, et un autre point v où {\displaystyle I[v]\leq 0}. Entre ces deux points se situe une chaîne de montagnes (à distance {\displaystyle \Vert u\Vert =r} de l'origine) où l'altitude est élevée (plus grande que a > 0). Pour aller de l'origine à v en suivant un chemin g, il faut traverser les montagnes, c'est-à-dire d’abord monter, puis redescendre. Comme I est plus ou moins régulière, elle doit atteindre un point critique quelque part entre les deux. L'intuition suggère que si un tel point se situe sur un chemin qui traverse les montagnes à l'altitude la plus basse, ce sera presque toujours un point col.
Pour une démonstration, voir Evans 1998, section 8.5.

## Formulation plus faible
Soit {\displaystyle X} un espace de Banach. Supposons que les hypothèses suivantes sont satisfaites :
- {\displaystyle \Phi \in C(X,\mathbb {R} )} et possède une dérivée de Gateaux {\displaystyle \Phi '\colon X\to X^{*}}, qui est continue lorsqu'on munit {\displaystyle X} de la topologie forte et {\displaystyle X^{*}} de la topologie faible-* ;
- il existe {\displaystyle r>0} pour lequel on peut trouver {\displaystyle \|x'\|>r} tel que
{\displaystyle \max \,(\Phi (0),\Phi (x'))<\inf \limits _{\|x\|=r}\Phi (x)=:m(r)} ;
- {\displaystyle \Phi } satisfait la condition faible de Palais-Smale sur {\displaystyle \{x\in X\mid m(r)\leq \Phi (x)\}}.

Alors il existe un point critique {\displaystyle {\overline {x}}\in X} de {\displaystyle \Phi } pour lequel {\displaystyle m(r)\leq \Phi ({\overline {x}})}. De plus, en posant
{\displaystyle \Gamma =\{c\in C([0,1],X)\mid c\,(0)=0,\,c\,(1)=x'\}},
on a :
{\displaystyle \Phi ({\overline {x}})=\inf _{c\,\in \,\Gamma }\max _{0\leq t\leq 1}\Phi (c\,(t))}.
Pour une démonstration, voir Aubin et Ekeland 2006, section 5.5.